# 赵小亭
赵小亭（1990年5月21日—2010年7月21日），江苏如皋人，武汉大学电气工程学院电气工程与自动化专业专业2008级学生。
赵小亭于2010年暑假隨學校的社會實踐小組赴位於中國西部地区的贵州省贵定县马场河乡马场河小学进行社会实践。7月21日下午，赵小亭在隨團隊參觀當地自然景觀穿心洞時，被滚落的山石击中头部，不幸遇难。事件在中国引起强烈反响。

## 经历和遇难
赵小亭是家中的独生女。武汉大学方面的资料稱：2008年9月7日入读武汉大学的赵小亭，从小学到高中一直成绩优异，性格开朗，并具有强烈的正义感以及同情心，於武大在校期間学习刻苦、品德高尚，是注册的中国青年志愿者成员和中共预备党员。
武汉大学電氣工程學院早在2005年起就派遣學生組成社會實踐小組到贵定山区等邊遠地區學校開展社會實踐活動，一般持续一月。2010年武汉大学派遣19名学生赴贵州马场河小学開展社會實踐活動，时间为7月13日至8月3日，其中包括赵小亭。社會實踐活動的主要內容為支教，始于7月14日，小組给学生教授英语、舞蹈、合唱并进行安全防护知识教育。21日和22日是小组自定的休息日，小组制定調研計劃，决定前往风景美丽的花甲电站和穿心洞参观，并由马场河小学校长王光林陪同，于21日14时前往。由于地面湿滑，王校长强调大家要注意安全。距离洞口十多米有一条小河，河水较深，王校长便示意返回，大家于是在原地观赏洞口风光。17时，突然一块风化山石滚落，砸中赵小亭头部，致其当场死亡。
事发后，王校长组织男生对其进行抢救，并将其余人员疏散，展开自救工作，寻找有手机信号的地方求援。武汉大学学生也向其学院报告了事故情况。经公安部门勘察走访和法医鉴定，确认赵小亭是因钝性坠落物砸伤头顶致颅脑迸裂损伤死亡。当晚23时50分，遗体被运回马场河乡政府驻地。

## 遇难后各方反应
听闻噩耗后，武大上万名校友在珞珈山水BBS上发文回帖悼念这位因支教活动遇难的校友。7月26日上午9时，武汉大学在工学部行政楼前为赵小亭举行默哀仪式。7月27日晚，武汉大学师生在武大校园为其举办烛光追悼会。武汉大学团委、青年志愿者协会追授赵小亭为“武汉大学杰出青年志愿者”。8月4日，武汉大学187名大学生接过赵小亭的接力棒，宣誓并赶赴湖北省罗田县、大悟县、英山县和四川省北川县进行支教，最长的达到一年。
7月28日，如皋方面的官员和赵小亭的部分亲友乘坐大巴赶赴上海。当天下午，家属护送着赵小亭的骨灰乘坐的K112次旅客列车抵达上海南站。随后灵车抵达如皋，近万市民展开横幅等候在道路两旁迎接其回到故里。7月30日下午，如皋市统战部、宗教局和佛教界在如皋经济开发区的法华寺为赵小亭举行超度祈福法会。7月31日，如皋市6名特级教师代表前往赵小亭家中悼念，并送去慰问金。如皋市教育局局长金海清表示，8月12日起，他们将派出支教团队完成赵小亭没有完成的使命。当日，南通市通州区的大学生村官徐吉光，为表达对赵小亭的敬意，在酷暑中骑车两个多小时前往悼念。此外，如皋市领导和交通局、关工委等部门也派人前往悼念并看望赵小亭家属。
7月30日，贵定县人大常委会副主任梅健萍抵达如皋市参加悼念活动，代表贵定全县28万民众表达沉痛哀悼，向家属表达深切慰问，并带来了慰问金和当地志愿者的捐款。如皋市委常委、副市长司祝建对梅健萍一行进行了接待。8月2日贵定县委政府追授赵小亭同学为“贵定县荣誉市民”，并授予马场河中心小学为“马场河小亭纪念小学”。
2004年感动中国人物、同样在贵州进行过支教服务的徐本禹表示，赵小亭虽然离去，但志愿者们到边远山区支教的热情不会因此熄灭。
中共中央政治局常委李长春批示：赵小亭的精神十分可嘉，支教中不幸遇难十分可惜。媒体要大力宣传，学校要予以表彰。中宣部部长刘云山批示：媒体要进一步策划，深化对赵小亭的宣传。
新华社于7月25日就此事发布新闻，7月27日起又陆续发布多条通讯，介绍其事迹和全国网民悼念情况，并在其报道中称赵小亭“以实际行动诠释了‘奉献、友爱、互助、进步’的志愿者精神”，并且充分体现了当代青年学生的“高度的时代使命感、社会责任感和高尚精神追求”，并称赞其为“当前大学生积极投身基层、深入开展社会实践和志愿服务活动的杰出代表”。中国中央电视也在24小时、焦点新闻播报、午夜新闻等栏目对赵小亭的事迹做了详实报道。朝闻天下栏目也以“生命之花永绽贵州大山”“十万网友网上自发悼念赵小亭”等为标题在两天内进行了十余次报道。白岩松主持的新闻周刊栏目也把焦点放在了赵小亭的事迹上。此外，《人民日报》、《人民教育报》和贵州省、湖北省、江苏省的媒体和各大网站也做了详尽报道，各地媒体也进行了转载。
7月25日，共青团湖北省委追授其为“湖北省杰出大学生志愿者”。7月27日，共青团中央追授其为“中国杰出青年志愿者”。7月28日，如皋市追授其为“如皋爱心大使”。7月30日，湖北省精神文明建设委员会追授其为“湖北省志愿者楷模”。南通市妇联追授其为“如皋市三八红旗手”。

## 对贵定县政府表现的争议
红网称，事故发生后，贵定县政府下达封口令，要求知情的官员不得接受记者采访。7月26日赵小亭的遗体在都匀市火化，追悼会上只有赵小亭的家属和武汉大学方面的人员，没有出现一个贵定县的官员与其支教学校的教师。追悼会结束后，贵定县方面对赵小亭的家人撒手不管。赵小亭的骨灰被带回如皋的时候，连一个像样的骨灰盒都没有。文章发出后，引起媒体和网民的抨击。凤凰网的评论表示，贵定县本来就是欠发达地区，此举是对其形象的巨大打击，对今后吸引人才和投资都起到反面效果；相反，如果处理好善后工作，则能体现贵定的善良和热情，对于当地的发展将有很好的促进作用。并认为官员的这种冷漠、无知，对其脱贫和发展有极大阻碍。
随后贵定县方面发文《贵定县无愧于赵小亭同学》到人民网意图澄清，称网上的炒作与事实完全不符。文中表示，事故发生当天傍晚，贵定县即成立领导小组实施救援，并对其他学生进行安抚。7月23日晚，赵小亭家属赶到都匀，当晚校方与其就相关事宜进行了商谈。7月25日县教育局和马场河乡派人送亲属到事故现场进行悼念，并将其接到都匀，当晚再次进行商谈。次日举行了告别仪式，省、自治州、县、乡多个部门敬献花圈，支教的学校师生也举行了默哀仪式。遗体也于当日火化。下午，贵定县教育局派车将赵小亭家属和同行进行社会实践的同学从都匀送至贵阳并转乘其他交通工具返回。